# Sylvie (1973)
Sylvie ist ein ZDF-Fernsehfilm aus der Reihe Kleines Fernsehspiel von 1973 von Klaus Lemke. Er wurde zum 80. Geburtstag des Regisseurs am 13. Oktober 2020 nochmal im ZDF ausgestrahlt und kann kostenlos über Klaus Lemkes Youtube-Kanal abgerufen werden.

## Handlung
Sylvie lebt in München und ist ein viel beschäftigtes junges Fotomodell. In der Nacht träumt sie von einem Flugzeugabsturz, so dass sie versucht, ihren nächsten Termin abzusagen.
Sie steigt dann doch ins Flugzeug zum nächsten Termin und lernt auf dem Rückflug einen deutlich älteren Herren namens Ivan kennen. Der liest gerade in der Illustrierten Quick, auf der Sylvie nackt abgebildet ist. Sylvie ist die Sache etwas peinlich, aber sie kommt mit ihm ins Gespräch und zeigt ihre Sammlung von Kinderbildern. Kurzentschlossen macht Ivan ihr einen Heiratsantrag als seine dritte Ehefrau.
Als dann am Abend sein Fahrer Sylvie mit einem Rolls-Royce abholen will, zögert sie zunächst und bestellt ein ausgedehntes Luxus-Essen im Hotelrestaurant mit einer Flasche Champagner und Schnecken, dazu Ketchup und eine dicke Zigarre.
Reichlich angetrunken und von den arroganten Kellnern entsprechend behandelt, steigt sie in ein Taxi. Taxifahrer Paul kennt sich offensichtlich in München nicht aus und findet die angegebene Grünwalder Adresse nicht. Auch von einer Truppe von Rockern und einer Prostituierten kommt keine Auskunft. Sylvie schläft betrunken ein und wacht am nächsten Tag bei Paul auf dem Sofa auf. Paul lebt bei seiner Mutter, die sofort bemerkt, dass Sylvie offensichtlich viel getrunken hat. Paul schwört, dass er sie als Anna und Kapitänstochter kennen gelernt hat und natürlich nichts mit ihr hätte. Sylvie fällt ihr nächster Fototermin in New York ein und Paul muss sie mit Taxi zuerst zu ihrer Wohnung bringen. Sie packt schnell einen Koffer während Paul sich derweil betrinkt, so dass Sylvie fahren muss.
Paul fabuliert auf der Fahrt die ganze Zeit begeistert und ohne Punkt und Komma über sein wunderbares Leben als Seemann. Sylvie kommt nicht zu Wort, bis sie ihn dann doch noch zum Abschied auf dem Flughafen küsst.
In New York steht Sylvie als Fotomodell ganz im Mittelpunkt des Geschehens. Auf dem Dach des World Trade Centers ist ihr erstes Shooting, das wir aus Helikopterperspektive sehen können mit einem leicht nebeligen Manhattan im Hintergrund. Mitten im quirligen Stadtleben lichtet sie Del Negro, der den Fotografen spielt, ab. Sylvie mit Hut und größtenteils in Männerkleidung, selbstbewusst in ständig wechselnden Posen.
Über die Taxizentrale lässt sie Paul in München ausrufen, der sie tatsächlich zurückruft in New York, was ihn mehr als seine Tageseinnahmen kostet.
Zurück in Deutschland engagiert sie Paul für drei Tage als Fahrer. Er bringt die sichtlich verliebte Sylvie zum Fotoshooting von Hochzeitskleidern nach Frankfurt. Sylvie flirtet mehr mit Paul, als dass sie sich auf ihren Job konzentriert, aber ohne Erfolg. Auch die gemeinsame Hotelsuite und der Champagner bringt die Liebesgeschichte nicht weiter voran. Paul schwört seiner Mutter am Telefon, dass er mit der Kapitänstochter Anna nichts hat und in einer Pension schläft.
Paul hat längst ein neues Schiff und eine Fahrkarte nach Hamburg. Sylvie erwischt im letzten Moment noch den Nachtzug nach Altona und lädt Paul ins Schlafwagenabteil ein. Paul betrinkt sich aber nur weiter mit Dosenbier, in das Sylvie noch Schlaftabletten gegeben hat, um zu verhindern, dass er in Hamburg aussteigt. So verschläft er beinahe die Ankunft. Der Film endet im Hafen – Paul winkt und lächelt, Sylvie kann ihre Tränen nicht verbergen, die Rolling Stones singen dazu nochmal Backstreet Girl.

## Produktion
Klaus Lemke arbeitete sonst gerne mit Laienschauspielern, aber in diesem Film sind mit Sylvie Winter, Paul Lyss, Pep Del Negro professionelle Akteure zu sehen. Ivan Desny, der wohl profilierteste Schauspieler im Team spielt eine Nebenrolle als Millionär Ivan. Sylvie und Werner Bokelberg spielen sich als Modell und Fotografen quasi selbst in rasanten Photo-Sessions. Der Quick-Titel mit der nackten Sylvie ist keine Fiktion. Sylvie Winter, damals mit Regisseur Klaus Lemke liiert, steht dabei immer im Zentrum des Geschehens.
Die Szenen mit Del Negro und Winter auf dem World Trade Center sind aus Vogelperspektive etwa zwei Monate vor der Fertigstellung der Twin Towers gedreht worden.

### Musik
In vielen Szenen dominiert der O-Ton mit starken Anteil der Geräusche z. B. in der U-Bahn in New York oder im Zug nach Hamburg. Für die Szene auf dem World Trade Center gibt das Stück Masterpiece (Temptations) kurz den Rhythmus vor. Die Photosession im Brautkleid wird von Then he kissed me von Sonny und Cher begleitet. Ansonsten wird vor allem Back Street Girl von Rolling Stones zum Teil nur kurz angespielt und mehrfach verwendet.

## Rezeption
Die Tageszeitung (taz) lobt unter der Überschrift „Versprechen eines freien Lebens“, dass der Film nach 40 Jahren immer so frisch wirke „wie ein Lächeln“ und dass er den Regisseur Lemke von einer anderen Seite zeige als sein bekanntestes Werk Rocker.
Dominik Graf begeisterte sich in einem kurzen Essay in der Zeitschrift Schnitt für die Besonderheiten des Films, der viele Dinge enthalte, die man in Kino und Fernsehen später unbedingt vermieden habe: Darsteller, die in die Kamera schauen, überbelichtete Einstellungen, ein Zoom, der dem „Weltkino fast verloren gegangen ist“. Graf hebt den Schnitt von Peter Pryzgodda hervor, der den Film „weicher“ mache als andere Lemke-Filme und z. B. dessen gewagte Zeitsprünge abmildere. Positiv herausgehoben wird von Graf auch der Einsatz des Akkordeon-Zwischenspiels des Songs Backstreet Girl (Rolling Stones) während der nächtlichen Fahrt im Taxi. Für Graf zeigt Sylvie das Kleine Fernsehspiel der 1970er, wie es schöner nie war: leicht, melancholisch, liebevoll. Und wegen der überragenden Arbeit des Schnittmeisters ist sein Fazit, dass nur Lemke/ Przygodda-Filme manchmal noch etwas schöner sind als reine Lemke-Filme.